# Langoljärerna
Langoljärerna är den första novellen i novellsamlingen Mardrömmar från 1990 av Stephen King. Langoljärerna har filmatiserats som The Langoliers. I filmen spelas Brian Engle av David Morse. "Langoljärerna" är en science fiction-historia. De andra historierna i Mardrömmar är skräck.

## Handling
Flygkaptenen Brian Engle nås oväntat av meddelandet om sin före detta hustrus död och kastar sig på nattplanet från Los Angeles till Boston. Väl ombord på planet så somnar han ganska snabbt, och medan han sover händer något oförklarligt: när han vaknar upptäcker han att de enda som finns kvar i planet är elva passagerare. Ändå är det först när Brian lyckats landa planet som de överlevande upptäcker att det verkligt fasansfulla inte är vad de redan varit med om, utan det som väntar dem på marken. Vart har de övriga passagerarna tagit vägen? Varför verkar hela världen ha blivit ödslig och tom? Hur ska de kunna ställa allt till rätta igen?